# Persone di nome Herman
| Questa pagina contiene informazioni ricavate automaticamente dalle voci biografiche con l'ausilio del template Bio e di un bot. L'aggiornamento è periodico e automatico e ricostruisce completamente la pagina. Se manca una persona in questa lista, sei pregato di non aggiungerla, ma accertati piuttosto che la sua voce biografica contenga il template Bio e che i dati anagrafici siano correttamente compilati. Se il template Bio manca, inseriscilo tu stesso o, in alternativa, metti l'avviso {{tmp\|Bio}} che ne segnala la mancanza. Se i dati riportati sono sbagliati, correggi direttamente la voce biografica; le modifiche saranno visibili in questa lista entro pochi giorni. Per chiarimenti vedi il progetto antroponimi. La lista contiene solo le 129 persone che sono citate nell'enciclopedia e per le quali è stato implementato correttamente il template Bio. Pagina aggiornata al 6 ago 2025. |

Questa è una lista di persone presenti nell'enciclopedia che hanno il nome Herman, suddivise per attività principale.

## Allenatori di football americano(1)
- Herman Boone, allenatore di football americano statunitense (Rocky Mount, n. 1935 - Alexandria, Virginia, † 2019)

## Allenatori di pallacanestro(2)
- Herman van den Belt, allenatore di pallacanestro olandese (Rijssen-Holten, n. 1970)
- Herman Mandole, allenatore di pallacanestro argentino (Buenos Aires, n. 1984)

## Architetti(4)
- Herman De Waghemakere, architetto fiammingo († 1503)
- Herman Gesellius, architetto finlandese (Helsinki, n. 1874 - Kirkkonummi, † 1916)
- Herman Hertzberger, architetto olandese (Amsterdam, n. 1932)
- Herman Sörgel, architetto e filosofo tedesco (Ratisbona, n. 1885 - Monaco di Baviera, † 1952)

## Astronomi(1)
- Herman Mikuž, astronomo sloveno

## Attori(3)
- Herman Bing, attore tedesco (Francoforte sul Meno, n. 1889 - Hollywood, † 1947)
- Herman Hack, attore statunitense (Panola, n. 1899 - Hollywood, † 1967)
- Herman Tømmeraas, attore, ballerino e modello norvegese (Solbergelva, n. 1997)

## Aviatori(1)
- Herman Salmon, aviatore statunitense (Milwaukee, n. 1913 - Columbus, † 1980)

## Batteristi(1)
- Herman Rarebell, batterista tedesco (Hüttersdorf, n. 1949)

## Calciatori(9)
- Herman Blaschke, calciatore sudafricano (Windhoek, n. 1948 - Boksburg, † 2016)
- Herman Choufoer, calciatore olandese (L'Aia, n. 1916 - † 2001)
- Herman Johansson, calciatore svedese (Örnsköldsvik, n. 1997)
- Herman Monter, calciatore tedesco (n. 1926 - † 1999)
- Herman Moussaki, calciatore congolese (Repubblica del Congo) (Brazzaville, n. 1998)
- Herman Myhrberg, calciatore svedese (Göteborg, n. 1889 - Göteborg, † 1919)
- Herman Pen'kov, calciatore ucraino (Makiïvka, n. 1994)
- Herman Stengel, calciatore norvegese (Lørenskog, n. 1995)
- Felix von Heijden, calciatore olandese (Weerselo, n. 1890 - Boxtel, † 1982)

## Cantautori(1)
- Herman Hupfeld, cantautore statunitense (Montclair, n. 1894 - Montclair, † 1951)

## Cardiologi(1)
- Herman Tarnower, cardiologo e fisiologo statunitense (New York City, n. 1910 - New York City, † 1980)

## Cartografi(1)
- Herman Moll, cartografo, incisore e editore britannico (Amsterdam, n. 1654 - Londra, † 1732)

## Cestisti(11)
- Jesse Branson, cestista statunitense (Graham, n. 1942 - Burlington, † 2014)
- Herman Bruyninckx, ex cestista belga (Turnhout, n. 1962)
- Herm Fuetsch, cestista statunitense (San Francisco, n. 1918 - Novato, † 2010)
- Herm Gilliam, cestista statunitense (Winston-Salem, n. 1946 - Salem, † 2005)
- Herm Hedderick, cestista e giocatore di baseball statunitense (Erie, n. 1930 - Latrobe, † 2014)
- Skeeter Henry, ex cestista statunitense (Dallas, n. 1967)
- Herman Pluim, ex cestista olandese (n. 1950)
- J.R. Reid, ex cestista e allenatore di pallacanestro statunitense (Virginia Beach, n. 1968)
- Herm Schaefer, cestista e allenatore di pallacanestro statunitense (Fort Wayne, n. 1918 - Indianapolis, † 1980)
- Herm Schuessler, cestista statunitense (Lafayette, n. 1914 - Lafayette, † 1997)
- Herm Witasek, cestista statunitense (Lankin, n. 1913 - Oshkosh, † 1963)

## Chitarristi(2)
- Herman Frank, chitarrista tedesco
- Herman Li, chitarrista hongkonghese (Hong Kong, n. 1976)

## Ciclisti su strada(1)
- Herman Van Springel, ciclista su strada e pistard belga (Ranst, n. 1943 - Grobbendonk, † 2022)

## Compositori(3)
- Herman Bemberg, compositore tedesco (Buenos Aires, n. 1859 - Berna, † 1931)
- Herman David Koppel, compositore e pianista danese (Copenaghen, n. 1908 - Copenaghen, † 1998)
- Herman Severin Løvenskiold, compositore norvegese (Ulefoss, n. 1815 - Copenaghen, † 1870)

## Critici letterari(1)
- Northrop Frye, critico letterario canadese (Sherbrooke, n. 1912 - Toronto, † 1991)

## Critici musicali(1)
- Herman Klein, critico musicale, musicista e insegnante inglese (Norwich, n. 1856 - Londra, † 1934)

## Danzatori(1)
- Herman Cornejo, ballerino argentino (Buenos Aires, n. 1981)

## Dirigenti d'azienda(1)
- Hermann Friedrich Graebe, manager e ingegnere tedesco (Solingen, n. 1900 - San Francisco, † 1986)

## Dirigenti sportivi(1)
- Herman Frison, dirigente sportivo e ex ciclista su strada belga (Geel, n. 1961)

## Drammaturghi(1)
- Herman Heijermans, drammaturgo e scrittore olandese (Rotterdam, n. 1864 - Zandvoort, † 1924)

## Economisti(1)
- Herman Daly, economista statunitense (Houston, n. 1938 - Richmond, † 2022)

## Esploratori(1)
- Herman Spöring, esploratore, botanico e naturalista finlandese (Turku, n. 1733 - † 1771)

## Filologi(1)
- Herman Nohl, filologo tedesco (Berlino, n. 1879 - Gottinga, † 1960)

## Filosofi(2)
- Herman Van Breda, filosofo belga (Lier, n. 1911 - Lovanio, † 1974)
- Herman Dooyeweerd, filosofo olandese (Amsterdam, n. 1894 - Amsterdam, † 1977)

## Fisici(2)
- Herman Branover, fisico e educatore lettone (Riga, n. 1931)
- Herman Kahn, fisico statunitense (Bayonne, n. 1922 - Chappaqua, † 1983)

## Fondisti(1)
- Ville Mattila, fondista e sciatore di pattuglia militare finlandese (Haapavesi, n. 1903 - Haapavesi, † 1987)

## Fotografi(2)
- Herman Leonard, fotografo statunitense (Allentown, n. 1923 - Los Angeles, † 2010)
- Herman Mishkin, fotografo russo (n. 1870 - † 1948)

## Ginnasti(1)
- Herman Glass, ginnasta statunitense (Los Angeles, n. 1880 - Los Angeles, † 1961)

## Giocatori di calcio a 5(1)
- Herman Beyers, ex giocatore di calcio a 5 belga (Anversa, n. 1963)

## Giocatori di football americano(3)
- Eagle Day, giocatore di football americano statunitense (Columbia, n. 1932 - Nashville, † 2008)
- Herm Edwards, ex giocatore di football americano e allenatore di football americano statunitense (Fort Monmouth, n. 1954)
- Herman Moore, ex giocatore di football americano statunitense (Linwood, n. 1969)

## Hockeisti su ghiaccio(1)
- Herman Murray, hockeista su ghiaccio canadese (Montréal, n. 1909 - Pierrefonds, † 1998)

## Informatici(1)
- Herman Lukoff, informatico statunitense (Filadelfia, n. 1923 - Bryn Mawr, † 1979)

## Ingegneri(2)
- Herman Hollerith, ingegnere statunitense (Buffalo, n. 1860 - Washington, † 1929)
- Hermann Noordung, ingegnere sloveno (Pola, n. 1892 - Vienna, † 1929)

## Linguisti(1)
- Herman Miller, linguista e glottoteta britannico

## Lottatori(2)
- Hermanni Pihlajamäki, lottatore finlandese (Nurmo, n. 1903 - Ähtäri, † 1982)
- Herman Tuvesson, lottatore svedese (Vankiva, n. 1902 - Bjärnum, † 1995)

## Matematici(1)
- Herman Chernoff, matematico, statistico e fisico statunitense (New York, n. 1923)

## Medici(2)
- Herman Boerhaave, medico, chimico e botanico olandese (Voorhout, n. 1668 - Leida, † 1738)
- Herman David Weber, medico e numismatico tedesco (Holzkirchen, n. 1823 - Londra, † 1918)

## Militari(2)
- Herman van den Bergh, militare olandese (Gheldria, n. 1558 - Spa, † 1611)
- Herman James Good, militare canadese (South Bathurst, n. 1887 - Bathurst, † 1969)

## Missionari(1)
- Herman Tillemans, missionario e arcivescovo cattolico olandese (Grave, n. 1902 - Merauke, † 1975)

## Nobili(1)
- Herman Wrangel, nobile e generale svedese († 1643)

## Nuotatori(2)
- Herman de By, nuotatore olandese (Rotterdam, n. 1873 - Rotterdam, † 1961)
- Herman Willemse, nuotatore olandese (Schagen, n. 1934 - Amsterdam, † 2021)

## Ornitologi(1)
- Herman Schalow, ornitologo tedesco (Berlino, n. 1852 - Berlino, † 1925)

## Pallanuotisti(4)
- Herman Doerner, pallanuotista australiano (Sydney, n. 1914 - Sydney, † 1976)
- Herman Donners, pallanuotista belga (Anversa, n. 1888 - Calais, † 1915)
- Herman Meyboom, pallanuotista belga (Surabaya, n. 1889)
- Herman Veenstra, pallanuotista olandese (Reggenza di Purworejo, n. 1911 - Diemen, † 2004)

## Patrioti(1)
- Herman Liikanen, patriota finlandese (Ristiina, n. 1835 - Kuhmalahti, † 1926)

## Pistard(1)
- Herman Ponsteen, ex pistard olandese (Hellendoorn, n. 1953)

## Pittori(6)
- Herman Lipót, pittore ungherese (Nagyszentmiklós, n. 1884 - Budapest, † 1972)
- Herman Nauwincx, pittore, incisore e mercante olandese (Schoonhoven, n. 1623 - Amburgo, † 1670)
- Herman Saftleven II, pittore, incisore e disegnatore olandese (Rotterdam, n. 1609 - Utrecht, † 1685)
- Herman Saftleven I, pittore e disegnatore fiammingo (Anversa - Rotterdam, † 1627)
- Herman van Swanevelt, pittore, disegnatore e incisore olandese (Woerden, n. 1603 - Parigi, † 1655)
- Herman van der Myn, pittore olandese (Amsterdam, n. 1684 - Londra, † 1741)

## Poeti(1)
- Herman Gorter, poeta, filosofo e rivoluzionario olandese (Wormerveer, n. 1864 - Bruxelles, † 1927)

## Politici(6)
- Herman Cain, politico, imprenditore e conduttore radiofonico statunitense (Memphis, n. 1945 - Atlanta, † 2020)
- Herman Willem Daendels, politico olandese (Hattem, n. 1762 - Elmina, † 1818)
- Herman De Croo, politico belga (Brakel, n. 1937)
- Herman Talmadge, politico statunitense (McRae, n. 1913 - Hampton, † 2002)
- Herman Tjeenk Willink, politico olandese (Amsterdam, n. 1942)
- Herman Van Rompuy, politico belga (Etterbeek, n. 1947)

## Predicatori(1)
- Herman Witsius, predicatore e teologo olandese (Enkhulzen, n. 1636 - Leida, † 1708)

## Presbiteri(1)
- Herman Tymiński, presbitero polacco (Boćki, n. 1843 - Różanystok, † 1896)

## Produttori discografici(1)
- Herman Chin Loy, produttore discografico giamaicano (Trelawny, n. 1948)

## Rapper(1)
- Herman Medrano, rapper italiano (Dolo, n. 1972)

## Registi(2)
- Herman C. Raymaker, regista e sceneggiatore statunitense (Oakland, n. 1893 - Oceanside, † 1944)
- Herman Shumlin, regista statunitense (Atwood, n. 1898 - New York, † 1979)

## Sassofonisti(1)
- Junior Cook, sassofonista statunitense (Pensacola, n. 1934 - New York, † 1992)

## Scacchisti(3)
- Herman Pilnik, scacchista tedesco (Stoccarda, n. 1914 - Caracas, † 1981)
- Herman van Riemsdijk, scacchista brasiliano (Tiel, n. 1948)
- Herman Steiner, scacchista statunitense (Dunajská Streda, n. 1905 - Los Angeles, † 1955)

## Sceneggiatori(2)
- Herman J. Mankiewicz, sceneggiatore, giornalista e critico teatrale statunitense (New York, n. 1897 - Los Angeles, † 1953)
- Herman Miller, sceneggiatore statunitense (n. 1919 - Los Angeles, † 1999)

## Scenografi(2)
- Herman A. Blumenthal, scenografo statunitense (Los Angeles, n. 1916 - Los Angeles, † 1986)
- Herman Rosse, scenografo, architetto e pittore statunitense (Amsterdam, n. 1887 - Nyack, † 1965)

## Schermidori(1)
- Herman Georges Berger, schermidore francese (Bassens, n. 1875 - Nizza, † 1924)

## Scrittori(7)
- Herman Bang, scrittore danese (Als, n. 1857 - Ogden, † 1912)
- Herman Brusselmans, scrittore, poeta e sceneggiatore belga (Hamme, n. 1957)
- Herman Grimm, scrittore e storico dell'arte tedesco (Kassel, n. 1828 - Berlino, † 1901)
- Herman Koch, scrittore e attore olandese (Arnhem, n. 1953)
- Herman Melville, scrittore, poeta e critico letterario statunitense (New York, n. 1819 - New York, † 1891)
- Herman Teirlinck, scrittore e drammaturgo belga (Molenbeek-Saint-Jean, n. 1879 - Beersel, † 1967)
- Herman Wouk, scrittore statunitense (Bronx, n. 1915 - Palm Springs, † 2019)

## Scultori(1)
- Herman Wilhelm Bissen, scultore danese (Schleswig, n. 1798 - Copenaghen, † 1868)

## Statistici(1)
- Herman Wold, statistico svedese (Skien, n. 1908 - Göteborg, † 1992)

## Tennisti(1)
- Herman von Artens, tennista austriaco (Graz, n. 1904 - † 1979)

## Tenori(1)
- Herman Jadlowker, tenore russo (Riga, n. 1877 - Tel Aviv, † 1953)

## Velisti(1)
- Herman Nyberg, velista svedese (n. 1880 - † 1968)

## Velocisti(2)
- Herman Frazier, ex velocista statunitense (Filadelfia, n. 1954)
- Herman Groman, velocista statunitense (Odebolt, n. 1882 - Whitehall, † 1954)

## Wrestler(1)
- Buddy Rogers, wrestler statunitense (Camden, n. 1921 - Fort Lauderdale, † 1992)